# Очитник
Очитник (лат. Hylotelephium) — род многолетних травянистых растений семейства Толстянковые.

## Ботаническое описание
Род Очитник объединяет многолетние суккулентные травянистые растения. Подземная часть представлена толстым конусообразным корнем и коротким клубневидным корневищем. 
Стебель прямостоячий, относительно высокий, образуется только на один сезон из корневища или прошлогодних боковых почек (гемикриптофит). У большинства видов на стебле хорошо заметны узелки, из которых в очередном порядке развиваются мясистые листья. 
В редких случаях расположение листьев супротивное либо 3-5-мутовчатое. Листовая пластинка широкая, гибкая, с цельным, зазубренным или лопастным краем и округлой вершиной. 
Соцветие верхушечное — пирамидально-метельчатое или щитковидное, со множеством густо посаженных цветков. Цветки белые, розовые, красные или пурпурные, изредка желтоватые или зеленоватые, с четырьмя-пятью лепестками и таким же количеством прицветников, однополые или двуполые. Тычинок 10 штук.

## Распространение и экология
Очитник распространён в Северной Америке, Европе, на Кавказе, в Сибири и на Дальнем Востоке.

## Классификация
Виды очитника долгое время рассматривались в качестве подгруппы в составе рода Sedum (очиток): сначала в ранге секции Telephium Gray, затем подрода. В 1977 году японский ботаник Хидэаки Оба (大場秀章, Hideaki Ohba) произвёл ревизию группы Sedum, выделив из неё несколько новых родов: Hylotelephium, Petrosedum, Phedimus и Sinocrassula. В частности, 28 видов были классифицированы как принадлежащие к роду Hylotelephium. Основанием ревизии послужило особое строение завязи и другие морфологические особенности. В частности, для очитника характерны более высокий прямой стебель, широкие и относительно тонкие листья и разветвлённое метельчатое соцветие в форме купола, а также вытянутые плодолистики.

### Таксономия
Hylotelephium  H.Ohba, 1977,  Bot. Mag. (Tokyo) 90: 46
Род Очитник относится к семейству Толстянковые (Crassulaceae) порядка Камнеломкоцветные (Saxifragales). Кладограмма в соответствии с Системой APG IV  по состоянию на декабрь 2023 года:
|  |                          |  |                                   |                                   |              |  | еще 14 семейств |             |             |                                                            |
|  |                          |  |                                   |                                   |              |  |                 |             |             | 28 подтвержденных видов и 5 видов, ожидающих подтверждения |
|  |                          |  |                                   | порядок Камнеломкоцветные         |              |  |                 |             | Очитник     |                                                            |
|  |                          |  |                                   | порядок Камнеломкоцветные         |              |  |                 |             | Очитник     |                                                            |
|  | клада Цветковые растения |  |                                   |                                   | Толстянковые |  |                 |             |             |                                                            |
|  | клада Цветковые растения |  |                                   |                                   |              |  |                 |             |             |                                                            |
|  |                          |  | ещё 63 порядка цветковых растений | ещё 63 порядка цветковых растений |              |  |                 | еще 52 рода | еще 52 рода |                                                            |
|  |                          |  |                                   | ещё 63 порядка цветковых растений |              |  |                 |             | еще 52 рода |                                                            |

### Виды
- Hylotelephium anacampseros (L.) H.Ohba
- Hylotelephium angustum (Maxim.) H.Ohba
- Hylotelephium ×bergeri B.Bock
- Hylotelephium bonnafousii (Raym.-Hamet) H.Ohba
- Hylotelephium callichromum H.Ohba
- Hylotelephium cauticola (Praeger) H.Ohba
- Hylotelephium cyaneum (Rudolph) H.Ohba
- Hylotelephium erythrostictum (Miq.) H.Ohba
- Hylotelephium ewersii (Ledeb.) H.Ohba
- Hylotelephium maximum (L.) Holub
- Hylotelephium mingjinianum (S.H.Fu) H.Ohba
- Hylotelephium pallescens (Freyn) H.Ohba
- Hylotelephium pluricaule (Maxim.) H.Ohba
- Hylotelephium populifolium (Pall.) H.Ohba
- Hylotelephium sieboldii (Regel) H.Ohba
- Hylotelephium sordidum (Maxim.) H.Ohba
- Hylotelephium spectabile (Boreau) H.Ohba — Очитник видный
- Hylotelephium sukaczevii (Maximova) S.B.Gontch. & A.V.Grebenjuk
- Hylotelephium tatarinowii (Maxim.) H.Ohba
- Hylotelephium telephioides (Michx.) H.Ohba
- Hylotelephium telephium (L.) H.Ohba — Очитник обыкновенный
- Hylotelephium tianschanicum V.V.Byalt & Lazkov
- Hylotelephium uralense (Rupr.) V.V.Byalt
- Hylotelephium ussuriense (Kom.) H.Ohba
- Hylotelephium verticillatum (L.) H.Ohba
- Hylotelephium viride (Makino) H.Ohba
- Hylotelephium viviparum (Maxim.) H.Ohba